# Lindingaspis floridana
Lindingaspis floridana är en insektsart som beskrevs av Ferris 1942. Lindingaspis floridana ingår i släktet Lindingaspis och familjen pansarsköldlöss. Inga underarter finns listade i Catalogue of Life.